# Episodi di McMillan e signora (quinta stagione)
Questa voce contiene trame, dettagli e crediti dei registi e degli sceneggiatori della quinta stagione della serie televisiva McMillan e signora.
Negli Stati Uniti, la serie andò in onda sulla NBC dal 28 settembre 1975 al 7 marzo 1976.
| n° | Titolo originale       | Titolo italiano | Prima TV USA      | Prima TV Italia |
| -- | ---------------------- | --------------- | ----------------- | --------------- |
| 1  | The Deadly Inheritance |                 | 28 settembre 1975 |                 |
| 2  | Requiem for a Bride    |                 | 26 ottobre 1975   |                 |
| 3  | Aftershock             |                 | 9 novembre 1975   |                 |
| 4  | Secrets for Sale       |                 | 7 dicembre 1975   |                 |
| 5  | The Deadly Cure        |                 | 18 gennaio 1976   |                 |
| 6  | Greed                  |                 | 15 febbraio 1976  |                 |
| 7  | Point of Law           |                 | 7 marzo 1976      |                 |